# Ẩm thực Maroc
Ẩm thực Maroc chịu ảnh hưởng bởi các tương tác và giao lưu với các nền văn hóa khác và các quốc gia trong nhiều thế kỷ của Maroc. Ẩm thực Maroc thường là một hỗn hợp của ẩm thực Địa Trung Hải, ẩm thực Berber và ẩm thực Andalucia. Các đầu bếp trong nhà bếp của hoàng gia Fes, Meknes, Marrakech, Rabat và Tetouan tạo cơ sở cho những món ăn Maroc ngày nay.
Ẩm thực Maroc là sự kết hợp tinh tế giữa rau, quả, những gia vị hiếm và thơm, các loại cá và thịt rất ngon… Được xem là ngon nhất trong số ẩm thực ở phương Đông và nổi tiếng trên thế giới, các món ăn đồ uống Maroc sẽ làm cho người uống thích thú. Sau đây là một số món chính tiêu biểu trong nền ẩm thực của Maroc.

## Nguyên liệu
Maroc sản xuất một phạm vi rộng lớn các loại trái cây và rau Địa Trung Hải và thậm chí một số loại cây nhiệt đới. Các loại thịt phổ biến bao gồm thịt bò, thịt cừu và thịt cừu, thịt gà, thịt lạc đà, và hải sản, trong đó phục vụ như một cơ sở cho các món ăn. Hương liệu đặc trưng bao gồm dưa chanh, dầu ô liu chưa timh chế ép lạnh và trái cây sấy khô.

## Gia vị
Các loại gia vị được sử dụng rộng rãi trong thực phẩm Maroc. Mặc dù các loại gia vị đã được nhập khẩu vào Maroc hàng ngàn năm, nhiều thành phần - như nghệ tây từ Talaouine, bạc hà và ô liu từ Meknes, và cam và chanh từ Fez - là cây nhà lá vườn. Gia vị phổ biến bao gồm:

## Các món tiêu biểu
- Món thịt xiên: Ở lối vào của mỗi khu chợ, trên một ô đất trống trên đường, có thể nhìn thấy người ta làm món thịt xiên: một bữa ăn nhanh vừa rẻ vừa ngon.
- Món cútcút: Đó là món ăn trưa truyền thống trong gia đình vào thứ sáu hàng tuần của người Maroc nhưng cũng tìm thấy món này trong các cửa hàng mở cửa tất cả các ngày trong tuần. Trong cuộc hành trình, có thể thưởng thức cả nghìn loại bánh cútcút tuỳ theo các vùng và tuỳ theo tính sáng tạo của người đầu bếp. Bạn thử ăn bằng ngón tay theo kiểu Maroc xem sao.
- Món Méchoui: là món thịt cừu thui trên que xiên hoặc nướng trên lò. Có cảm giác thịt đang nóng chảy trong miệng.
- Món Pastilla: Là một loại bột mịn được nhào thành từng lớp nhồi thịt chim bồ câu và hạnh nhân: Đây là món bánh ngọt có tra muối theo kiểu Maroc. Còn có các món khác có cùng nguồn gốc nhưng nhồi cá, thịt gà thậm chí thêm sữa để làm món tráng miệng.
- Những món ăn của tháng chay Ramadan: Khi mặt trời lặn, người ta kết thúc việc nhịn ăn với việc thưởng thức món harira - một loại xúp làm từ thịt, đậu lăng, đậu Hà Lan, món beghrir, loại bánh xèo nhỏ làm từ tổ ong ăn với bơ nấu chảy và mật ong và bánh shebbakia, loại bánh rán trong dầu và bọc mật ong. Bữa ăn nhẹ này giúp mọi người có thời gian chờ đợi bữa tối thực sự diễn ra muộn hơn vào ban đêm.
- Món Tajine: Từ này vừa chỉ dụng cụ để đựng (là cái đĩa bằng đất nung được trang trí với chiếc vung hình nón điển hình) vừa chỉ thức ăn bên trong đó (món ragu gồm có thịt, gia cầm, cá và rau nướng chín). Hãy thưởng thức và sẽ hiểu tại sao tajine lại là món ăn dân tộc của người Maroc.
- Nước chè bạc hà: Có tác dụng giải khát, làm ấm cơ thể, giúp lấy lại sức thường uống vào buổi sáng hoặc sau các bữa ăn vào bất cứ giờ nào. Được thưởng thức chè bạc hà là một thú vui không nên từ chối.
- Bánh ngọt: Bánh mật ong, sừng linh dương, bánh feqqas có hạnh nhân, nho khô, bánh ghoriba làm từ hạnh nhân, vừng... cũng là các loại bánh rất ngon của Maroc.